# Фирсов, Сергей Владимирович
Серге́й Влади́мирович Фи́рсов — заведующий фонотекой Ленинградского рок-клуба, музыкальный продюсер, директор клуба «Камчатка». Активно участвовал в спасении «Камчатки» от сноса, транслировал общественное мнение относительно клуба в СМИ.
Был первым продюсером Александра Башлачёва, работал с «Гражданской Обороной» в 1989—1990; записывал альбомы Янки Дягилевой и «Гражданской Обороны».

## Биография

### При советской власти
Сергей Фирсов попал в Ленинградский рок-клуб в 1979 году, в тот момент он только вернулся со службы в армии.
Его привёл Игорь Леонов; Сергей нашёл своё место в команде рок-клуба, записывал концерты групп на собственный магнитофон Aiwa-210.
По предложению Николая Михайлова стал отвечать за фонотеку клуба и находится в этой должности до настоящего времени.
В 1984 году записывает альбом Бориса Гребенщикова «Стихи, песни».
Запись проводилась на квартире Александра Сенина (барабанщика группы «Кофе») на 17-й линии Васильевского острова.
Сергей Фирсов выполнил запись совместно с Виктором Исаковым на кассетную деку HITACHI.
В 1985 году знакомится с Александром Башлачёвым.
В мае этого года организовывает запись первого студийного альбома СашБаша «Третья Столица», запись производилась в домашней студии Алексея Вишни.
С этого момента Фирсов считает себя директором Башлачёва.
Кроме работы в рок-клубе Сергей приобрёл известность как создатель и организатор сообщества рок-музыкантов в котельной «Камчатка».
Он работал в этой котельной, предположительно, с 1986 года и стал заместителем директора, в результате он пригласил в котельную работать Виктора Цоя, Святослава Задерия, Александра Башлачёва и других музыкантов.
Необходимость иметь официальную работу была связана с тем, что в то время существовала Статья 209 УК РСФСР. Систематическое занятие бродяжничеством или попрошайничеством.
Статья была отменена в 1991 году и вопрос об обязательном трудоустройстве отпал.
Летом была возможность подработать в другом месте и Фирсов устраивался проводником на железнодорожное направление Ленинград—Симферополь.
Используя своё служебное положение, он отправлял на лето практически всех известных рокеров на отдых в Крым.
Кроме того, что Фирсов работал в кочегарке, в тот период он организовывал концерты этих исполнителей (в основном — квартирники).
Стал организатором одного из первых концертов А. Башлачёва, который прошёл в «Камчатке».

### После 1990 года
В 1989—1990 году Сергей работал с группой Гражданская оборона в качестве продюсера. Фирсов принимал их в Ленинграде, организовывал концерты, записи, гастроли. На тот момент он уже был знаком с Летовым, поэтому удалось организовать достаточно много выступлений в различных концертных залах.
Одним из самых впечатляющих мероприятий стал концерт в театральном зале «Время» в Автове. Для групп Вопли Видоплясова, ГрОб, Янка, Не ждали это был первый концерт в Ленинграде, пятым участником концерта стал «АукцЫон».
После выступлений в Ленинградском рок-клубе удалось завязать отношения с группой «АукцЫон», в их студии НЧ/ВЧ были записаны болванки к альбомам «Здорово и вечно», «Армагеддон-Попс», «Война», «Русское поле экспериментов».
Одновременно дома у Фирсова записывается Янка («Продано!»). Кроме этого он организовал съёмки концерта французской киногруппой, когда концерт отсняли, потребовалась демозапись в акустике. Треки для съёмочной группы записывались также дома у Фирсова на два магнитофона, потом сводились; акустику записывала Янка совместно с Егором Летовым.
После этого Сергей организовал поездки ГрОб в Таллин, в Симферополь, где они в марте выступили с концертами в ДК МВД, в Ялту, в Гурзуф.
Оттуда они отбыли на поезде в Тюмень.
В 1990 году по возвращении из Тюмени записывает альбом Андрея Машнина «Утилизация».
В 1994 году снова записывает Машнина, на этот раз работает саунд-продюсером альбома «МашнинБэнд» «Тихо в лесу».
В 1996 году Фирсов вместе с Олегом Грабко способствовали появлению группы Полковник и Однополчане, когда пригласили на запись в Санкт-Петербург Алексея «Полковника» Хрынова.
Результатом сотрудничества стала запись альбома «Волга да Ока», после этого группа активно выступала более 10 лет.
В 2007 году над «Камчаткой» нависла угроза закрытия, по проекту строительства нового дома от клуба должна была остаться одна мемориальная доска.
Фирсов активно выступал против этого проекта, подключал прессу.
В итоге клуб был оставлен под давлением общественного мнения.
«Камчатку» в 2007 году посетила губернатор Санкт-Петербурга, которая пообещала сохранить это место.
В качестве представителей «Камчатки» на этой встрече были Дмитрий Шагин и Олег Гаркуша.
После принятия положительного решения по оставлению клуба здесь под руководством Сергея Фирсова проходят концерты молодых групп и памятные мероприятия по увековечиванию памяти Виктора Цоя.